# Volcán Chopo
El volcán Chopo, hoy una cantera, era un volcán inactivo, también conocido como Anunciación, Coronación, montaña Asunción. Ubicado en el cantón Cañas de Guanacaste, a 6 km al norte de la ciudad de Cañas, en Costa Rica.

## Toponimia
El nombre se debe al apodo del anterior propietario del terreno donde se ubica el volcán.

## Aspectos físicos
El área es de alrededor de 1 km² y el cono fue hecho de flujos de lava piroclástica, sus rocas son olivinos basálticos.

## Actividad económica y social
Hoy en día el volcán es una cantera de materia prima para carreteras. En los alrededores se practica la ganadería.